# 元弘之亂
元弘之亂（日语：元弘の乱，げんこうのらん）也稱作元弘之變，是一場發生於元弘元年（1331年），以後醍醐天皇為核心，企圖推翻鎌倉幕府的倒幕運動。最終由足利尊氏、新田義貞、楠木正成、赤松則村等人響應天皇起兵，進而導致鐮倉幕府滅亡。
廣義來講，元弘之變包括1331年至1333年鎌倉幕府滅亡之間一系列的戰役。